# André Boulanger
André Boulanger (Chéroy, 20 luglio 1886 – Montgeron, 9 settembre 1958) è stato un latinista, archeologo e storico francese.

## Biografia
André Jules Charles Boulanger nacque il 20 luglio 1886 a Chéroy, piccolo comune nel dipartimento della Yonne, figlio dell'impiegato statale Isidore Pierre e della casalinga Virginie Honorine Sciard. I genitori risparmiarono e investirono sull'educazione del figlio, che ebbe la possibilità di compiere gli studi liceali presso il liceo di Sens, il quale gli fornì un'ottima preparazione per l'università.
Dal 1906 al 1911, infatti, Boulanger studiò presso la prestigiosa École normale supérieure di Parigi, arrivando, l'ultimo anno di studi, ad essere il secondo classifico presso il complesso concorso pubblico francese per la cattedra di latino e greco. Dal 1912 fino al 1919, divenne invero membro dell'École française di Atene, scuola la cui missione è quella di promuovere lo studio della lingua e della storia della Grecia antica. Durante questi anni, Boulanger ebbe per la prima volta l'incarico di gestire una spedizione archeologica dapprima in Tunisia, successivamente a Cartagine, ove si interessò e studiò in maniera approfondita l'arte punica e infine in Anatolia, regione nella quale diresse diversi cantieri archeologici. Nel 1914, anno dello scoppio della prima guerra mondiale, Boulanger si trovava ad Atene, ove si occupava di tenere un corso sulla sua esperienza nella gestione dei numerosi cantieri archeologici che aveva supervisionato. Tuttavia, a causa dell'inizio del conflitto, André Boulanger fu costretto ad arruolarsi nell'esercito francese, partecipando alla disastrosa campagna di Gallipoli.
Con la fine della guerra, nel 1919,  André Boulanger tornò in Francia e incominciò a collaborare con la Sorbona, per la quale iniziò a scrivere una tesi su Publio Elio Aristide e la seconda sofistica. Pubblicata nel 1923 con il titolo Elio Aristide e la sofistica nella provincia d'Asia nel II secolo d.C., essa contiene un termine storiografico che porterà Boulanger ad essere conosciuto anche nel panorama internazionale. Infatti, fu proprio lo storico francese che coniò il neologismo "evergetismo", termine, che deriva dal verbo greco εὐεργετέω ("io compio buone azioni"), attraverso il quale si delinea la pratica, ampiamente diffusa durante l'età greco-romana e attuata dalle classi sociali più elevate, di devolvere, secondo il principio romano di benevolentia, parte della propria ricchezza a beneficio della collettività in maniera apparentemente spassionata.
Nello stesso anno, André Boulanger ottenne la cattedra di lingua e letteratura latina presso l'università di Friburgo, passando poi, dal 1924 al 1928, all'università di Bordeaux, successivamente presso quella di Strasburgo e infine, dal 1 novembre 1937, alla Sorbona. Il 1° maggio 1954 gli fu concesso il pensionamento, tuttavia rimase professore onorario fino al 4 novembre del medesimo anno. Durante gli anni dell'insegnamento, André Boulanger si interessò anche dell'evoluzione della religione dell'antica Grecia, divenendo autore di diverse opere che sono ancora tutt'ora considerate punti di riferimento imprescindibili per gli studiosi che si approcciano all'argomento. In qualità di latinista, invece, egli si occupò della traduzione di moltissime orazioni di Cicerone raccolte presso la Collection Budé e che furono pubblicate con la casa editrice Les Belles Lettres.
André Boulanger si spense per cause naturali il 9 settembre 1958, all'età di 72 anni.

## Pubblicazioni
- Le musée Lavigerie, E. Leroux, Parigi, 1914.
- Aelius Aristide et la sophistique dans la province d'Asie au IIe siècle de notre ère, E. De Boccard, Parigi, 1923.
- Orphée: rapports de l'orphisme et du christianisme, F. Rieder, Parigi, 1925.
- André Boulanger e Louis Gernet, Il genio greco nella religione, Parigi, La Renaissance du livre, 1932.